# Seasons (Bebe Rexha)
Seasons è un singolo promozionale della cantante statunitense Bebe Rexha, in collaborazione con la cantante statunitense Dolly Parton, pubblicato il 28 aprile 2023 come estratto dal terzo album in studio Bebe.

## Descrizione
Seasons è un brano country pop suonato in chiave di Mi minore al tempo di 94 battiti al minuto. Il singolo è stato scritto dalla cantante insieme a Sarah Solovay, ed è stato prodotto da Ido Zmishlany.
La canzone parla delle stagioni in continua evoluzione e del desiderio di liberarsi dalle cattive abitudini e di crescere. Funge da traccia di chiusura dell'album. L'ispirazione per la canzone è arrivata quando ha iniziato a lavorare sull'album nel dicembre 2021 e si è ritrovata a riprodurre in continuazione il brano dei Fleetwood Mac Landslide. I testi introspettivi sul passare del tempo e sulle sfide dell'invecchiamento hanno toccato Rexha, che li ha usati come punto di partenza per la scrittura di Seasons.
Rexha ha dichiarato a Rolling Stone:

## Video musicale
Il videoclip, diretto da Natalie Simmons, è stato pubblicato su VEVO e YouTube il 28 aprile 2023, giorno della pubblicazione del singolo. Si tratta di un videoclip semplice, in bianco e nero, che mostra Rexha e Parton cantare il loro duetto vestite prima in abiti neri coordinati, poi in abiti bianchi.